# Qele qele
A Qele qele (örményül Քելե Քելե, magyarul Gyere, gyere) Sirusho örmény énekesnő dala, mellyel Örményországot képviselte a 2008-as Eurovíziós Dalfesztiválon Belgrádban. A dal 2008. március 8-án, az örmény dalválasztó műsorban, az Evratesilben megszerzett győzelemmel érdemelte ki a dalversenyen való indulás jogát.

## Eurovíziós Dalfesztivál
2007. november 15-én az Örmény Közszolgálati Televízió bejelentette, hogy Sirushot választották ki, hogy képviselje Örményországot a következő Eurovíziós Dalfesztiválon. A március 8-án rendezett dalválasztó műsorban a nézők szavazatai alapján a Qele qele című dal kapta a legtöbb szavazatot, így ez a szerzemény képviselhette Örményországot.
A dalfesztivál előtt Moszkvában, Londonban és Párizsban eurovíziós rendezvényeken népszerűsítették versenydalukat.
Az Eurovíziós Dalfesztiválon a dalt először a május 20-án rendezett első elődöntőben adta elő fellépési sorrend szerint tizennegyedikként a Bosznia-Hercegovinát képviselő Laka Pokušaj című dala után és a Hollandiát képviselő Hind Your Heart Belongs To Me című dala előtt. Az elődöntőből második helyezettként sikeresen továbbjutott a május 24-i döntőbe, ahol fellépési sorrendben ötödikként lépett fel, a Németországot képviselő No Angels Disappear című dala után és a Bosznia-Hercegovinát képviselő Laka Pokušaj című dala előtt. A szavazás során összesítésben 199 ponttal (Belgiumtól, Csehországtól, Franciaországtól, Grúziától, Görögországtól, Hollandiától, Lengyelországtól és Oroszországtól maximális pontot kaptak) a verseny negyedik helyezettje lett.
A következő örmény induló Inga & Anush Jan Jan című dala volt a 2009-es Eurovíziós Dalfesztiválon.

### Kapott pontok
Első elődöntő
| Össz | Szavazó országok | Szavazó országok | Szavazó országok | Szavazó országok | Szavazó országok | Szavazó országok | Szavazó országok | Szavazó országok | Szavazó országok | Szavazó országok | Szavazó országok | Szavazó országok | Szavazó országok    | Szavazó országok | Szavazó országok | Szavazó országok | Szavazó országok | Szavazó országok | Szavazó országok | Szavazó országok | Szavazó országok |
| Össz | Montenegró       | Izrael           | Észtország       | Moldova          | San Marino       | Belgium          | Azerbajdzsán     | Szlovénia        | Norvégia         | Lengyelország    | Írország         | Andorra          | Bosznia-Hercegovina | Hollandia        | Finnország       | Románia          | Oroszország      | Görögország      | Németország      | Spanyolország    |                  |
| ---- | ---------------- | ---------------- | ---------------- | ---------------- | ---------------- | ---------------- | ---------------- | ---------------- | ---------------- | ---------------- | ---------------- | ---------------- | ------------------- | ---------------- | ---------------- | ---------------- | ---------------- | ---------------- | ---------------- | ---------------- | ---------------- |
| 139  | 6                | 10               | 2                | 5                | 8                | 12               |                  | 5                | 3                | 12               | 2                | 3                | 6                   | 12               | 4                | 5                | 12               | 12               | 10               | 10               |                  |

Döntő
| Össz | Szavazó országok | Szavazó országok   | Szavazó országok | Szavazó országok | Szavazó országok    | Szavazó országok | Szavazó országok | Szavazó országok | Szavazó országok | Szavazó országok | Szavazó országok | Szavazó országok | Szavazó országok | Szavazó országok | Szavazó országok | Szavazó országok | Szavazó országok | Szavazó országok | Szavazó országok | Szavazó országok | Szavazó országok | Szavazó országok | Szavazó országok | Szavazó országok | Szavazó országok | Szavazó országok | Szavazó országok | Szavazó országok | Szavazó országok | Szavazó országok | Szavazó országok | Szavazó országok | Szavazó országok | Szavazó országok | Szavazó országok | Szavazó országok | Szavazó országok | Szavazó országok | Szavazó országok | Szavazó országok | Szavazó országok | Szavazó országok |
| Össz | Románia          | Egyesült Királyság | Albánia          | Németország      | Bosznia-Hercegovina | Izrael           | Finnország       | Horvátország     | Lengyelország    | Izland           | Törökország      | Portugália       | Lettország       | Svédország       | Dánia            | Grúzia           | Ukrajna          | Franciaország    | Azerbajdzsán     | Görögország      | Spanyolország    | Szerbia          | Oroszország      | Norvégia         | Montenegró       | Észtország       | Moldova          | San Marino       | Belgium          | Szlovénia        | Írország         | Andorra          | Hollandia        | Litvánia         | Svájc            | Csehország       | Fehéroroszország | Bulgária         | Magyarország     | Málta            | Ciprus           | Macedónia        |
| ---- | ---------------- | ------------------ | ---------------- | ---------------- | ------------------- | ---------------- | ---------------- | ---------------- | ---------------- | ---------------- | ---------------- | ---------------- | ---------------- | ---------------- | ---------------- | ---------------- | ---------------- | ---------------- | ---------------- | ---------------- | ---------------- | ---------------- | ---------------- | ---------------- | ---------------- | ---------------- | ---------------- | ---------------- | ---------------- | ---------------- | ---------------- | ---------------- | ---------------- | ---------------- | ---------------- | ---------------- | ---------------- | ---------------- | ---------------- | ---------------- | ---------------- | ---------------- |
| 199  | 4                |                    | 2                | 6                | 6                   | 8                |                  |                  | 12               | 1                | 10               |                  |                  | 2                |                  | 12               | 7                | 12               |                  | 12               | 10               | 5                | 12               |                  | 1                |                  | 2                | 8                | 12               | 5                |                  |                  | 12               |                  |                  | 12               | 7                | 8                |                  |                  | 10               | 1                |

## Külső hivatkozások
- A dal videóklipje. YouTube-videó, Sirusho, 2009. december 7.
- A dal előadása a döntőben. YouTube-videó, Eurovision Song Contest, 2008. május 24.